# Питтмен, Джон Альберт

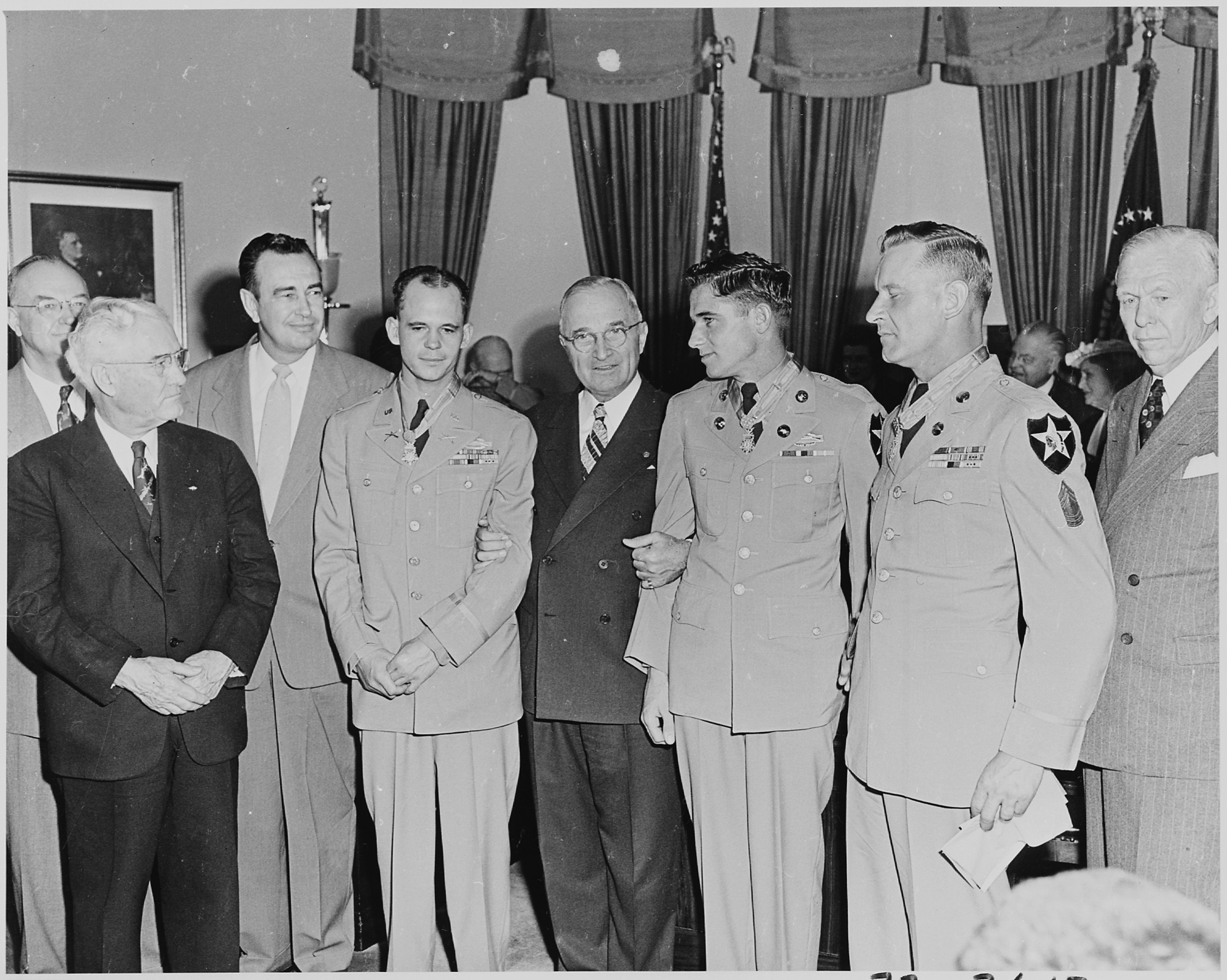
Президент США Гарри Труменом (в центре) и награждённые медалью Почёта: Питтмен (слева от президента), Додд (справа от президента) и Коума (второй справа) после вручения медалей в Овальном кабинете Белого дома

Джон Альберт Питтмен (15 октября 1928 — 8 апреля 1995) — солдат армии США, участник Корейской войны. Награждён медалью Почёта за свои действия 26 ноября 1950.
Похоронен на кладбище церкви «Новая надежда», Блек-хоук, штат Миссисипи.

## Наградная запись к медали Почёта
Ранг и часть: сержант роты С, 23-го пехотного полка, 2-й пехотной дивизии) армии США
Место и дата: близ Кужандон, Корея, 26 ноября 1950
Поступил на службу из: Кэролтон, Миссисипи.
Родился: 15 октября 1928, Кэролтон, Миссисипи.
G.O. No.: 39, 4 июня 1951
Запись
Сержант Питтмен отличился благодаря выдающейся доблести и отваге, [выполняя] служебный долг в бою с врагом. По личной инициативе он повёл свой взвод в контратаку, чтобы захватить господствующую высоту, ранее утерянную в бою. Непреклонно продвигаясь вперёд под интенсивным артиллерийским, миномётным и стрелковым огнём он получил ранение осколками мины. Несмотря на раны, он продолжал вести и направлять своих людей в ходе храброго наступления против вражеского укреплённого пункта. Во время сражения вражеская граната приземлилась посреди его взвода, угрожая жизни людей. Сержант Питтмен без колебаний накрыл гранату собственным телом, поглотив взрыв и разлетающиеся осколки. Когда ему стали оказывать медицинскую помощь он первым делом попросил сообщить ему, сколько из его людей получили ранения. Отважный и самоотверженный поступок сержанта спас людей от гибели или от серьёзных ранений и послужил источником вдохновения для всего отряда. Своим исключительным героизмом сержант Питтмен заслужил высочайшую честь и поддержал уважаемые традиции военной службы.
Оригинальный текст (англ.)
Rank and organization: Sergeant, U.S. Army, Company C, 23d Infantry Regiment, 2nd Infantry Division
Place and date: Near Kujangdong, Korea, November 26, 1950
Entered service at: Carrollton, Mississippi Born: October 15, 1928, Carrollton, Mississippi
G.O. No.: 39, June 4, 1951
Citation
Sgt. Pittman, distinguished himself by conspicuous gallantry and intrepidity above and beyond the call of duty in action against the enemy. He volunteered to lead his squad in a counterattack to regain commanding terrain lost in an earlier engagement. Moving aggressively forward in the face of intense artillery, mortar, and small-arms fire he was wounded by mortar fragments. Disregarding his wounds he continued to lead and direct his men in a bold advance against the hostile standpoint. During this daring action, an enemy grenade was thrown in the midst of his squad endangering the lives of his comrades. Without hesitation, Sgt. Pittman threw himself on the grenade and absorbed its burst with his body. When a medical aid man reached him, his first request was to be informed as to how many of his men were hurt. This intrepid and selfless act saved several of his men from death or serious injury and was an inspiration to the entire command. Sgt. Pittman's extraordinary heroism reflects the highest credit upon himself and is in keeping with the esteemed traditions of the military service.
— 

## Награды
- Медаль Почёта
- Медаль Пурпурное сердце (дважды)